# Tortor
Un tortor puede referirse a: 
- En náutica: un tortor (torton, garrucho)[1] es la ligadura o trinca de varias vueltas pasadas a dos objetos o puntos entre que media algún claro o distancia y retorcidas después con una palanca, para que aprieten más (ing. Traping; it. Trinca, Legatura).
Es lo mismo que lo que hace el carpintero con el cordelillo que tira uno contra otro los extremos de los codales de la sierra de mano, para que los otros dos extremos mantengan la hoja recta y rígida o de modo que no se blandee.
- En primeros auxilios: un tortor es el palo o barra[2] que puede añadirse a un torniquete para apretarlo más.

## Expresiones relacionadas
- Palo de tortor: barra, cabilla, espeque o palo con que se da el tortor.
- Dar tortores a un buque: pasar vueltas con un calabrote o guindaleza de una porta a otra de banda a banda para contener los costados cuando el buque se ha abierto por cualquier motivo.